# Virgin Black
Virgin Black é uma banda australiana que combina o metal gótico, doom metal e metal sinfônico.

## História
Na ativa desde 1995, a banda lança no ano de fundação seu primeiro registro, a demo auto-intitulado Virgin Black. Após três anos sem lançar nada a banda volta com outro EP intitulado Trance. Depois de duas demos o primeiro álbum veio em 2001, Sombre Romantic, um trabalho que rendeu contato com as gravadoras Massacre Records na Europa e a The End Records nos EUA.
Na seqüência veio Elegant... and Dying (2003), pela Silent Music/Encore Records. Após o lançamento do álbum, a banda partiu para uma turnê pelos Estados Unidos, e também participou de um festival na Alemanha, tendo tocado ao lado de bandas como Opeth, Paradise Lost e Tiamat. Em 2007 o grupo lançou o primeiro trabalho de uma trilogia chamada Réquiem, que tem três álbuns com sonoridades diferentes. O primeiro é o Réquiem-Mezzo Forte. O segundo é Réquiem-Fortíssimo (2008). E por último Réquiem Pianíssimo (2018)
Depois de quase 10 anos em silêncio, em agosto de 2018, Virgin Black volta às atividades em sua página no Facebook. Suas postagens seriam como uma linha do tempo, com um compilado de imagens, mostrando o trajeto da banda, publicando fotografias de seus álbuns com suas respectivas datas de lançamento e formatos, a banda irá voltar a ativa, com Réquiem Pianíssimo.

## Formação
- Rowan London — vocais e teclados
- Samantha Escabe — guitarras, cello
- Luke Faz — bateria
- Grayh — baixo e vocal

## Discografia
- Virgin Black (1995)
- Trance (1998)
- Sombre Romantic (2001)
- Elegant... and Dying (2003)
- Requiem – Mezzo Forte (2007)
- Requiem – Fortissimo (2008)
- Requiem – Pianissimo (2018)